# Distretto di Bozova
Il distretto di Bozova (in turco Bozova ilçesi) è uno dei distretti della provincia di Şanlıurfa, in Turchia.